# Brianna Decker
Brianna Decker, född den 13 maj 1991 i Dousman, Wisconsin i USA, är en amerikansk ishockeyspelare. År 2012 tilldelades hon utmärkelsen Patty Kazmaier Memorial Award för bästa kvinnliga collegespelare i ishockey i USA.
Hon tog OS-silver i damernas ishockeyturnering i samband med de olympiska ishockeytävlingarna 2014 i Sotji.